# LBE G 3

G 3 Nr. 49 Hansa der LBE im Jahre 1907

In die Gattung G 3 reihte die Lübeck-Büchener Eisenbahn (LBE) 1903 folgende Lokomotiven ein:
- 43 HESSEN, 44 THÜRINGEN (ab 1917: 63–64): baugleich Preußische G 4.1, Baujahre 1892–1893
- 49 HANSA, 50 DEUTSCHLAND (ab 1917: 65–66): baugleich Preußische G 4.2, Baujahr 1896